# Ello
Ello egy hirdetésmentes közösségi hálózat, amelyet Paul Budnitz (a Kidrobot alapítója) hozott létre, a dizájnt pedig a Berger & Föhr vállalat készítette. Az Ello 2014 márciusában indult, azonban csak 2014 szeptemberében vált népszerűvé, amikor rengeteg ember váltott rá a Facebook-ról. Webcíme: ello.co

## Idézet az Ello-tól
A közösségi hálózatod hirdetők birtokolják. Minden bejegyzést amit megosztasz, mindenkit, akit megismersz és minden linket, amire rákattintasz eltárolják és adattá konvertálják. A hirdetők megveszik az adataid, és így több hirdetést mutathatnak neked. Te vagy a termék, amelyet megvesznek és eladnak. Hiszünk egy jobb módban. Hiszünk a vakmerőségben. Hiszünk a szépségben, az egyszerűségben és az átláthatóságban. Úgy gondoljuk, hogy az embereknek akik készítik a dolgokat, és az embereknek, akik használják azokat partnerségben kellene lenniük. Hisszük, hogy egy közösségi hálózat egy eszköz lehet a felhatalmazásra. Nem egy eszköz a megtévesztésre, a kényszerítésre és a manipulációra - hanem az emberek összekapcsolására, az élet ünneplésére. Nem vagy termék.

## Meghívókódok
Az Ello meghívásos rendszert használ. Aki regisztrál, kap öt kódot, amelyet elküldhet az ismerősei számára.